# Dąbie, Hạt Gryfice
Dąbie [ˈdɔmbjɛ] (tiếng Đức: Woldenburg là một khu định cư ở khu hành chính của Gmina Płoty, thuộc quận Gryfice, West Pomeranian Voivodeship, ở phía tây bắc Ba Lan. Nó nằm khoảng 8 kilômét (5 mi)   phía đông bắc Płoty, 14 km (9 mi) về phía đông nam Gryfice và 71 km (44 mi) về phía đông bắc của thủ đô khu vực Szczecin.